# Takashi Matsuyama (décorateur)
Pour les articles homonymes, voir Takashi Matsuyama et Matsuyama.
Takashi Matsuyama (松山崇, Matsuyama Takashi) est un chef décorateur et directeur artistique japonais, né le 22 septembre 1908 à Kobe et mort le 14 juillet 1977.

## Biographie
Takashi Matsuyama a été nommé deux fois à l'Oscar des meilleurs décors pour Rashōmon et pour Les Sept Samouraïs, deux films du réalisateur Akira Kurosawa, avec qui il a travaillé à six reprises dans les années 1940-1950.
Il a travaillé sur les décors de 160 films entre 1937 et 1968.

## Filmographie sélective

### Comme chef décorateur
- 1938 : Les Cinq Éclaireurs (五人の斥候兵, Gonin no sekkōhei?) de Tomotaka Tasaka
- 1938 : La Classe de composition (綴方教室, Tsuzurikata kyoshitsu?) de Kajirō Yamamoto
- 1941 : Cheval (馬, Uma?) de Kajirō Yamamoto et Akira Kurosawa
- 1947 : Quatre histoires d'amour (四つの恋の物語, Yottsu no koi no monogatari?) de Kajirō Yamamoto, Kenta Yamazaki, Teinosuke Kinugasa, Mikio Naruse et Shirō Toyoda
- 1947 : Encore une fois (今ひとたびの, Ima hitotabi no?) de Heinosuke Gosho
- 1948 : L'Ange ivre (酔いどれ天使, Yoidore tenshi?) d'Akira Kurosawa
- 1949 : Chien enragé (野良犬, Nora-inu?) d'Akira Kurosawa
- 1949 : La Montagne bleue (青い山脈, Aoi sanmyaku?) de Tadashi Imai
- 1950 : Rashōmon (羅生門, Rashōmon?) d'Akira Kurosawa
- 1950 : La Bataille de roses (薔薇合戦, Bara gassen?) de Mikio Naruse
- 1951 : Élégie (悲歌, Aika?) de Kajirō Yamamoto
- 1951 : L'Idiot (白痴, Hakuchi?) d'Akira Kurosawa
- 1951 : La Dame de Musashino (武蔵野夫人, Musashino fujin?) de Kenji Mizoguchi
- 1952 : La Vendetta d'un samouraï : duel au coin de Kagiya (荒木又右衛門 決闘鍵屋の辻, Araki Mataemon: Kettō Kagiya no tsuji?) de Kazuo Mori
- 1952 : Vivre (生きる, Ikiru?) d'Akira Kurosawa
- 1954 : Les Sept Samouraïs (七人の侍, Shichinin no samurai?) d'Akira Kurosawa
- 1955 : Le Christ en bronze (青銅の基督, Seidō no Kirisuto?) de Minoru Shibuya
- 1956 : La Harpe de Birmanie (ビルマの竪琴, Biruma no Tategoto?) de Kon Ichikawa
- 1960 : Courant du soir (夜の流れ, Yoru no nagare?) de Yūzō Kawashima et Mikio Naruse
- 1963 : Seul sur l'océan Pacifique (太平洋ひとりぼっち, Taiheiyō hitori-botchi?) de Kon Ichikawa
- 1964 : Le Camélia à cinq pétales (五瓣の椿, Goben no tsubaki?) de Yoshitarō Nomura
- 1966 : Tenamonya tōkaidō (てなもんや東海道?) de Shūe Matsubayashi
- 1967 : Tenamonya daizōdō (てなもんや大騒動?) de Kengo Furusawa (ja)
- 1967 : Tenamonya yūrei dōchū (てなもんや幽霊道中?) de Shūe Matsubayashi
- 1967 : Flûtes et tambours (なつかしき笛や太鼓, Natsukashiki fue ya taiko?) de Keisuke Kinoshita
- 1967 : Chichiko gusa (父子草?) de Seiji Maruyama
- 1967 : Go! Go! Waka taishō (ゴー！ゴー！若大将?) de Katsumi Iwauchi (ja)
- 1968 : Kamo to negi (カモとねぎ?) de Senkichi Taniguchi

## Distinctions
Sauf indication contraire, les informations mentionnées dans cette section peuvent être confirmées par la base de données cinématographiques IMDb,  présente dans la section « Liens externes ».

### Récompenses
- 1948 : prix Mainichi de la meilleure direction artistique pour Encore une fois[2]
- 1950 : prix Mainichi de la meilleure direction artistique pour Chien enragé[3]

### Sélections
- 1953 : Oscar de la meilleure direction artistique (noir et blanc) pour Rashōmon[4]
- 1957 : Oscar de la meilleure direction artistique (noir et blanc) pour Les Sept Samouraïs[5]